# Équipe de Porto Rico féminine de football
Cet article traite de l'équipe féminine. Pour l'équipe masculine, voir Équipe de Porto Rico de football.
Maillots
L'équipe de Porto Rico féminine de football est l'équipe nationale qui représente Porto Rico dans les compétitions internationales de football féminin. Elle est gérée par la Fédération de Porto Rico de football.
Les Portoricaines ont participé à une phase finale du Championnat féminin de la CONCACAF, en 1998, où elles sont éliminées en phase de groupes. Elles n'ont jamais disputé de phase finale de Coupe du monde ou des Jeux olympiques.

## Classement FIFA
| Année              | 2003 | 2004 | 2005 | 2006 | 2007 | 2008 | 2009 | 2010 | 2011 | 2012 | 2013 | 2014 | 2015 | 2016 | 2017 | 2018 |
| ------------------ | ---- | ---- | ---- | ---- | ---- | ---- | ---- | ---- | ---- | ---- | ---- | ---- | ---- | ---- | ---- | ---- |
| Classement mondial | 105  | 112  | 112  | 121  | 108  | 103  | 92   | 112  | 113  | 131  | 118  | 109  | 108  | 100  | 119  | 104  |